# Rubus bagnallianus
Rubus bagnallianus är en rosväxtart som beskrevs av Eric Smoothey Edees. Rubus bagnallianus ingår i släktet rubusar, och familjen rosväxter. Inga underarter finns listade i Catalogue of Life.